# Donnerska huset, Klintehamn
Donnerska huset är en stenbyggnad från 1700-talet i Klintehamn, Gotland. Byggnaden är ett skyddat byggnadsminne sedan 1991.
Byggnaden uppfördes av Jacob Niclas Donner (1749-1808) av familjen Donner. 1780 lät han uppföra ett stenhus i två våningar efter sexdelad plan i närheten av hamnen. Byggnaden var främst avsedd som kontor och logi för resenärer som tvingades övernatta i Klintehamn i väntan på bättre väder. Sin bostad hade Donner vid Klintebys gård. I samband med uppförandet försågs salen på övervåningen med ännu bevarade väggmålningar i rokokostil. På 1790-talet byggdes huset ut åt både norr och söder. Två bevarade kakelugnar är daterade 1792. I samband med ombyggnaden försågs nedre våningen med en stor sal, som samtidigt dekorerades med målningar på väv i gustaviansk stil.